# First touch
first touch（ファースト・タッチ）は東海ラジオで2022年9月26日から放送開始のラジオの情報番組。

## 概要
TOKAI RADIO（東海ラジオ）では、2022年10月改編をもって、トーク中心からトークと音楽を中心にしたラジオ番組に編成を一新する一環として、『安蒜豊三 きょうもよろしく』を一新して、この番組を編成するもの。従来より15分繰り上げて4:45開始・75分番組となった。これに伴い、月曜日の放送開始を含む平日放送の1日の編成上の基点も4:45に繰り上げられた。なお、radikoでは、システム上の都合で5時を1日の曜日の切り替えとしているため、4:45-5:00の冒頭15分は前日深夜（例として、月曜朝の分は日曜深夜）最終番組扱いとして収録・配信されている。
この番組では、TOKAI RADIOのベテランアナウンサーの安蒜豊三がこの時間まで入ってきた最新のニュースに加え、様々な情報を「“フツー”の言葉で軽快に」に伝えるもので、それに加えて、洋楽と邦楽の名曲を放送して、リスナーに対して、エナジーを「注入」するもの。
安蒜は東海ラジオ放送に在籍のまま東海テレビの夕方のニュース・情報ワイド番組『NEWS ONE』のメインキャスターに2023年9月1日から金曜日限定で就任、当番組金曜日分はその前週の8月25日放送分で退任、村上和宏に交代。さらに安蒜は2024年4月1日からは『ニュースONE』の月-金メインキャスターに就任するのに伴い、2024年3月28日放送分を最後に卒業。4月1日の2024年度編成開始後は、村上が月-木曜日の担当に移動し、金曜日は原光隆が担当する。
2025年3月24日より原が全曜日のDJを担当している。

## 放送時間
- 月曜 - 金曜 4:45 - 6:00

## DJ
4時台の「NEWS（中日新聞ニュース）」と「WEATHER INFORMATION」の担当を兼任する他、1つ後のワイド番組『GRooVE929』の7時台の「NEWS」と「WEATHER INFORMATION」も担当する。
- 原光隆 - 2024年4月5日から金曜日担当（元TOKAI RADIOアナウンサー、現在はフリー。レギュラー担当前も安蒜の代打を不定期で担当）。村上不在時にも担当する場合があった。2025年3月31日より全曜日担当。

### 代演
|   | 出演者   | 放送日                                        | 備考                   |
| 1 | 森貴俊   | 2024年2月24日、3月3日 - 6日・12日・13日・20日 | 村上の長期休養に伴う。 |
| 2 | 原光隆   | 2024年2月25日 - 27日                          | 村上の長期休養に伴う。 |
| 3 | 吉川秀樹 | 2024年3月10日・18日・19日                     | 村上の長期休養に伴う。 |
| 4 | 源石和輝 | 2024年3月11日・17日                           | 村上の長期休養に伴う。 |

### 過去
いずれもTOKAI RADIO（東海ラジオ）アナウンサー。
- 安蒜豊三 - 放送開始当初から2023年8月までは毎日担当していたが、2023年9月より東海テレビ『ニュースOne』の金曜レギュラーに就任するため、月 - 木曜のみの出演となる[5]。2024年4月より『ニュースOne』のメインキャスター（月 - 金）に就任するため、同年3月28日放送分をもって卒業。
- 村上和宏 - 2023年9月1日より金曜の放送を担当[5]。このため、木曜の『ガッツナイター』の担当から外れている。2024年4月1日から月-木曜日担当。「ガッツナイター」は週末の勤務日程に支障をきたさない程度で不定期[6]で随時担当。組織摘出手術を伴う喉の不調による長期休養のため[7]、2025年2月20日の放送が最後の出演となった。3月31日以降は本番組のプロデューサーを務めており、選曲も行っている[8]。

## 内包番組
★印は『安蒜豊三 きょうもよろしく』から引き続き内包。

### 月曜-金曜
- 世の光（5:40）★
- 心のともしび（5:45）★

### 月曜日
- 安藤みゆきのビュースノラジオ（5:20頃）★

### 水曜日
- Dr.コパの風水直角不動産（5:20頃）

### 金曜日
- 週刊 なるほど!ニッポン（5:20、ニッポン放送制作、NRN加盟各局ネット）★ - 前番組では木曜5:30より放送。
- 伊勢神宮便り（5:30）★